# Jan Masaryk
Jan Garrigue Masaryk (14 de setembre de 1886- 10 de març de 1948) fou un diplomàtic i polític txecoslovac, Ministre d'Afers Exteriors de Txecoslovàquia de 1940 a 1948.

## Els començaments
Nascut a Praga, era un fill del professor i polític Tomáš Garrigue Masaryk (que va esdevenir el primer President de Txecoslovàquia el 1918) i Charlotte Garrigue, la muller americana de Tomáš Garrigue Masaryk. Masaryk va ser educat a Praga i també als Estats Units, on també per un temps visqué com un vagabund i subsistí amb els ingressos del seu treball manual. Retornà a casa el 1913 i serví en l'exèrcit austrohongarès durant la Primera Guerra Mundial. Llavors es feu del servei diplomàtic i esdevingué encarregat de negocis als Estats Units el 1919, un càrrec que ocupà fins a 1922. El 1925 se'l feu ambaixador a la Gran Bretanya. El seu pare va dimitir com a President el 1935 i moria dos anys més tard. Va ser succeït per Edvard Beneš.

## Temps de guerra
El setembre de 1938, l'anomenat Sudetenland de Txecoslovàquia va ser per forces alemanyes i Masaryk dimití del seu càrrec d'ambaixador en protesta per aquest fet, tot i que romangué a Londres.. Uns altres membres governamentals incloent-hi Beneš, també van dimitir. El març de 1939 Alemanya ocupà les parts restants de les províncies txeques del Protectorat de Bohèmia i Moràvia, i es va establir un estat titella a Eslovàquia. Quan es va establir a Gran Bretanya el Govern txecoslovac a l'exili el 1940, Masaryk va ser nomenat Ministre d'Assumptes Exteriors. Durant la guerra regularment feia emissions a la BBC per a la Txecoslovàquia ocupada. Tenia un pis als Jardins de Westminster, Carrer de Marsham, a Londres però sovint es quedava a la residència de la Cancelleria txecoslovaca a Wingrave o amb el President Beneš a Aston Abbotts, els dos prop d'Aylesbury a Buckinghamshire. El 1942 Masaryk rebbé un Doctorat en lleis per part del Bates College.

## Després de la guerra
Masaryk romangué com a Ministre d'Assumptes Exteriors després de l'alliberament de Txecoslovàquia com a part del multipartit, però dominat pels comunistes, Front Nacional. Els comunistes sota la direcció de Klement Gottwald veieren com la seva posició quedava reforçada després de les eleccions de 1946, però Masaryk es va quedar en el càrrec de Ministre d'Assumptes Exteriors. Estava preocupat per mantenir l'amistat de la Unió Soviètica, però estava desanimat pel vet que posen sobre la participació txecoslovaca en el Pla Marshall. El febrer de 1948, la majoria dels membres de gabinet no comunistes van dimitir, esperant forçar eleccions noves, però en canvi es va formar un govern comunista sota la direcció de Gottwalde, en el que ha estat conegut com a cop txec (o febrer victoriós al Bloc Oriental). Masaryk romangué com a Ministre d'Assumptes Exteriors, tot i que estava aparentment insegur de la seva decisió, i possiblement li sabia greu la seva decisió de no oposar-se al cop comunista emetent una proclama als txecs per la ràdio nacional, on era una celebritat molt estimada.

## Mort

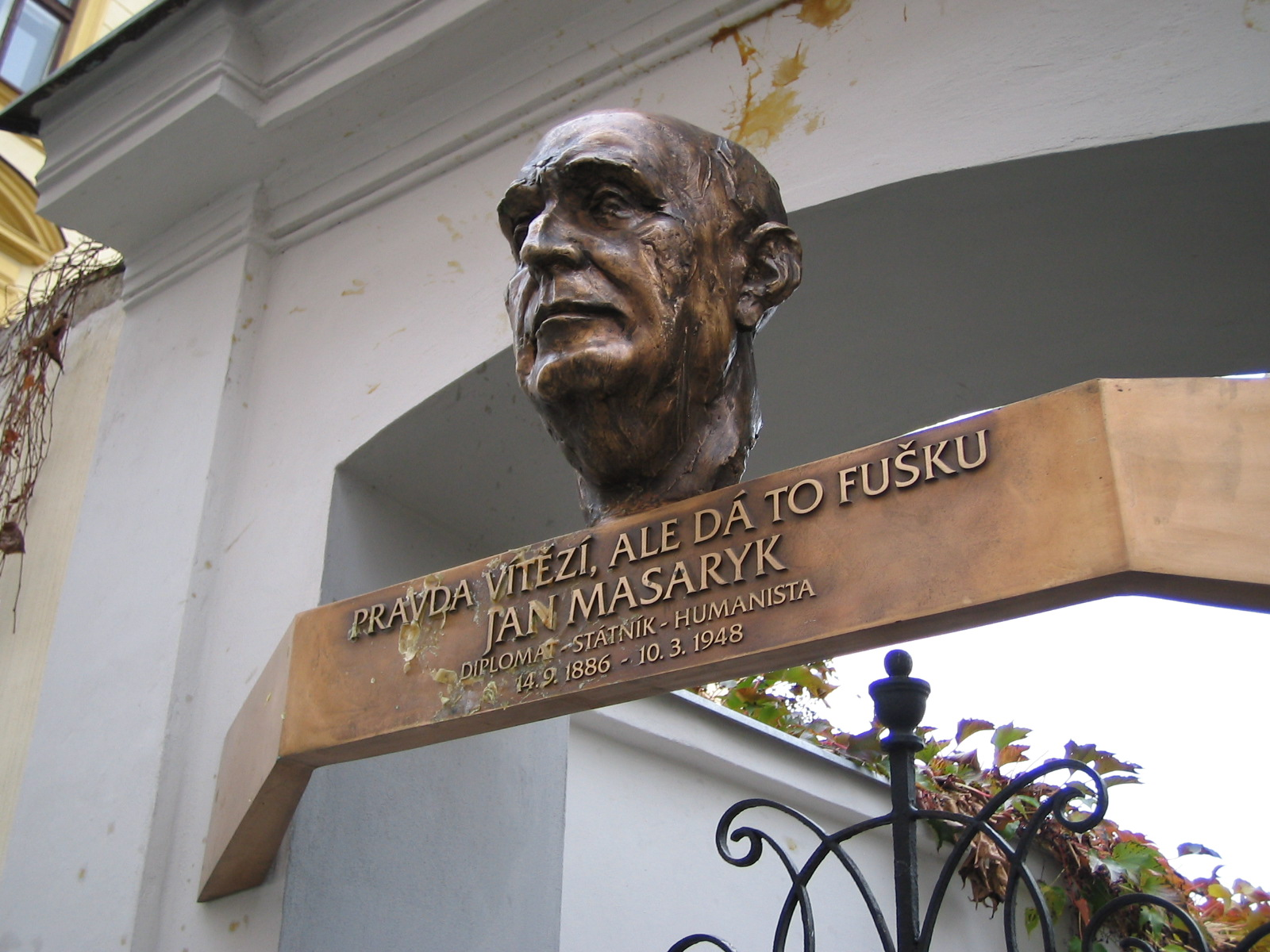
Placa commemorativa

El 10 de març de 1948 Masaryk va ser trobat mort, vestit amb el seu pijama, al pati del Ministeri d'Afers Exteriors, sota la finestra del seu banys. La 'investigació' inicial manifestà que s'havia suïcidat saltant per la finestra, encara que durant molt de temps alguns han cregut que va ser assassinat pel naixent govern comunista. En una segona investigació, duta a terme eln 1968 durant la Primavera de Praga, la mort de Masaryk va ser qualificada com a accident, encara que una tercera investigació durant els primers anys 1990 després de la Revolució de Vellut una vegada més concloïa que havia estat un suïcidi. Malgrat els resultats de les tres investigacions, les discussions sobre les misterioses circumstàncies de la seva mort encara continuen, sense consens aparent. Els que creuen que Masaryk va ser assassinat l'han anomenat la Tercera Defenestració de Praga, i apunten a la presència de marques d'ungles a l'ampit de la finestra des de la qual va caure Masaryk, així com marques de femta i la intenció manifestada per Masaryk de marxar de Praga l'endemà per anar a Londres.
Membres de la família de Masaryk, incloent-hi la seva anterior muller, (Frances Crane Leatherbee), una excunyada anomenada Sylvia E. Crane, i la seva germana Alice Masaryková -sostingueren la seva creença que havia estat un suïcidi, segons una carta per Sylvia E. Crane a The New York Times, i considerava la possibilitat d'un assassinat com un "clixé de la guerra freda". Tanmateix, un atestat de la policia de Praga del 2004 conclogué, després d'una investigació forense, que en efecte va ser assassinat. Aquest informe va ser, pel que sembla, corroborat el 2006, quan un periodista rus afirmà que la seva mare coneixia l'oficial d'intel·ligència rus que va llançar Masaryk per la finestra.
El més alt desertor dels serveis d'intel·ligència de Bloc Soviètic, tinent general Ion Mihai Pacepa, descrigué la seva conversa amb Nicolae Ceauşescu, el qual li va parlar sobre "deu líders internacionals el Kremlin ha matat o provat per matar". Jan Masaryk era un d'ells.
A la Primavera de 1948 hi havia un rumor a Praga que el soviètic NKVD era responsable de la mort de Jan Masaryk. El Major de l'NKVD Augustin Schramm, que estava implicat amb la intel·ligència txecoslovaca i la policia secreta comunista, era, segons aquell rumor, responsable de la mort de Masaryk. Schramm va ser mort a trets al seu pis de Praga el 27 de maig de 1948, un possible "silenciament" d'un testimoni inconvenient, una cosa per la qual eren famoses tant l'NKVD com el KGB. Dos joves estudiants de filosofia txecs van ser arrestats, torturats i més tard executats per haver disparat Schramm. Eren Milan Choc, que, malgrat la tortura a què va ser sotmès per part de la policia secreta txeca, negà qualsevol implicació en el tiroteig al final, i Sadek, del qual se'n sap poc.

## Vida privada
Des de 1924 fins al seu divorci el 1931, Masaryk va estar casat amb Frances Crane Leatherbee. Era una hereva de la fortuna de Crane plumbing and elevator (una important empresa dels Estats Units), l'anterior muller de Robert Leatherbee, una filla de Charles R. Crane, un ministre dels Estats Units per a la Xina, i una germana de Richard Teller Crane 2n, un ambaixador dels EUA a Txecoslovàquia. Per aquell matrimoni, tenia tres fillastres: Charles Leatherbee, Robert Leatherbee Jr., i Richard Crane Leatherbee. Stepson Charles Leatherbee (Harvard 1929) cofundà els University Players, una companyia de produccions teatrals per a l'estiu a Falmouth, Massachusetts, el 1928 amb Bretaigne Windust. Es casà amb Mary Lee Logan, la germana més jove de Joshua Logan, que es convertí en un dels co-directors dels Universtity Players el 1931.
Masaryk era un expert pianista afeccionat. Com a tal, va acompanyar Jarmila Novotná en un recital de cançons folklòriques txeques, publicades en format de 78RPM, per commemorar les vícites de la massacre nazi de Lidice.
En el moment de la seva mort, Masaryk estava planejant, segons hom diu, casar-se amb l'escriptora nord-americana Marcia Davenport.